# 31175 Erikafuchs
31175 Erikafuchs è un asteroide della fascia principale. Scoperto nel 1997, presenta un'orbita caratterizzata da un semiasse maggiore pari a 2,6846676 UA e da un'eccentricità di 0,1717340, inclinata di 11,59520° rispetto all'eclittica.